# Journée internationale de l'alphabétisation
La Journée internationale de l’alphabétisation (anglais : International Literacy Day), organisée les 8 septembre, est une journée internationale proclamée  par l'Organisation des Nations unies pour l'éducation, la science et la culture (Unesco) le 17 novembre 1965.
Son but est de souligner l'importance de l'alphabétisation pour les individus, communautés et sociétés et aussi d'augmenter indirectement la santé et le bien-être des individus contre pauvreté et sexisme. En effet on estime que plus le niveau d'instruction de la mère est élevé plus son nourrisson a de chance de passer l'âge de 5 ans.